# Páteříček sněhový
Páteříček sněhový (Cantharis fusca) je druh brouka z čeledi páteříčkovití. Náleží do rodu Cantharis.

## Vzhled
Páteříček sněhový je velký 12 mm. Má černé krovky a pod nimi oranžově zbarvené tělo. Hruď je zbarvena oranžově až červeně, oblast kolem kusadel a spodní část tykadel je světle oranžová. Nohy a zadní část hlavy jsou černé. Na hrudi se nachází černá skvrna, která navazuje na černou hlavu.

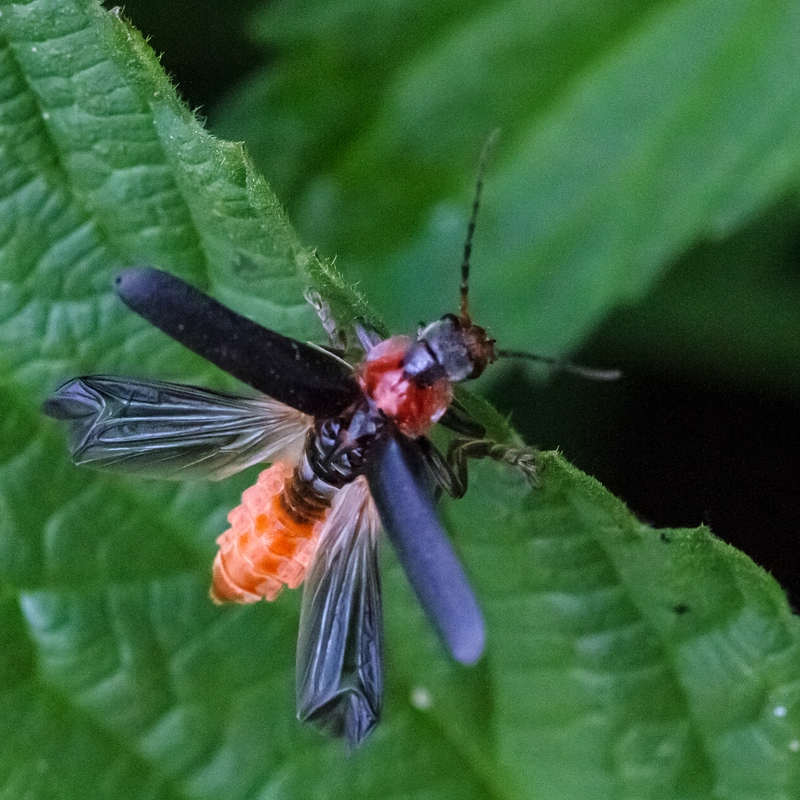
Páteříček sněhový při vzletu
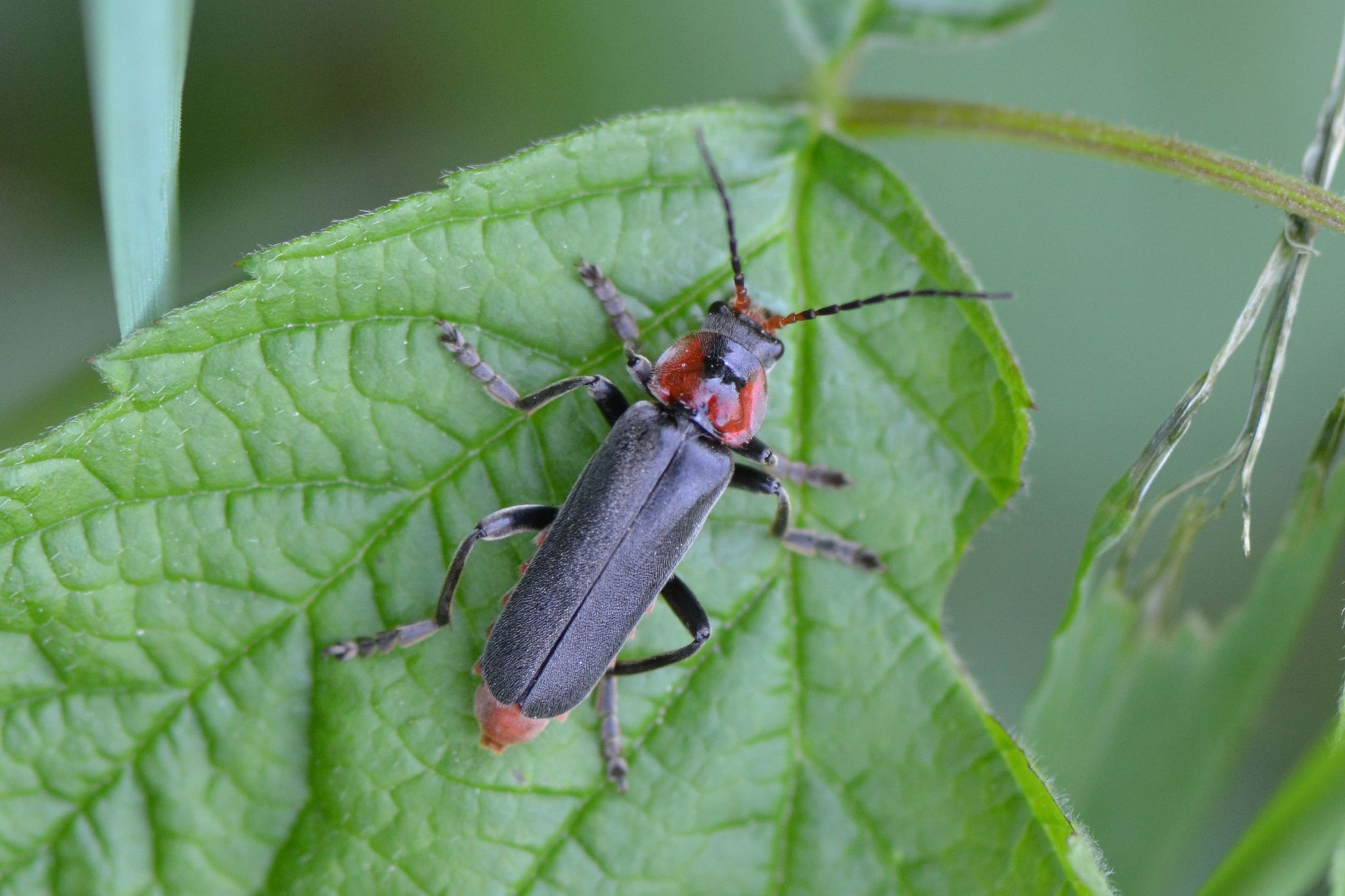
Páteříček sněhový

## Životní cyklus
Samice páteříčka naklade vejce v období mezi květnem a červnem do vlhké půdy; z nich se vylíhnou hnědočerné larvy porostlé chloupky. Jsou agresivní, takže napadají hmyz i menší měkkýše, např. střevlíky, slimáky a žížaly. Larvy přezimují v půdě, ale brzy na jaře vylézají na povrch, někdy i na sníh, proto se tento druh páteříčka nazývá sněhový. Vývoj larvy trvá přibližně jeden rok, ale dospělí jedinci žijí pouze po dobu jednoho měsíce.
- Páření

## Výskyt
Páteříček sněhový se hojně vyskytuje na většině území Evropy, kromě jejích nejsevernějších a nejjižnějších oblastí. Nejvýše se vyskytuje v nadmořské výšce 1000 metrů. Vyskytuje se zejména na kvetoucích loukách a okrajích lesů. Vyhledává především okoličnaté rostliny.

## Potrava
Páteříček sněhový je dravý; loví drobný hmyz, ale někdy také okusuje mladé výhonky rostlin.